# Związek Artystów Śląska
Związek Artystów Śląska (niem. Künstlerbund Schlesien) – założone we Wrocławiu zrzeszenie artystów śląskich, które istniało od 1908 do 1936 roku. Na początku biuro związku mieściło się w salonie sztuki Franza Hancke, później w Galerii Arnold.
Celem związku było wspieranie sztuki na Śląsku, stworzenie możliwości wyzwolenia z izolacji śląskim artystom oraz zapewnienie miejsca na wystawy i ich promocja. W 1925 roku zostały zaprezentowane tom I i II, a w 1929 roku tom III, cyklu pt. „Twórcy Śląska”, w których zostali opisani: Isidor Aschheim, Robert Bednorz, Johann Drobek, Margarete Moll, Alfred Vocke, Hans Leistikow, Max Berg, Paul Dobers, Theodor Effenberger, Theodor von Gosen, Paula Grünfeld, Leopold von Kalkreuth, Konrad von Kardorff, Ludwig Peter Kowalski, Ludwig Meidner, Oskar Moll, Thomas Myrtek, Georg Nerlich, Alfred Nickisch, Gustav Oelsner, Paul Plontek, Hans Poelzig, Friedrich Rückert, Hugo Scheinert, Heinrich Tischler i Hans Zimbal.